# 夢見るようなくちびるに
「夢見るようなくちびるに」（ゆめみるようなくちびるに）は、1999年9月22日に発売されたサニーデイ・サービス通算12作目のシングル。

## 解説
「夢見るようなくちびるに」は1999年9月リリースのアルバム『MUGEN』からの先行シングル。アルバム収録に際し曲始まりにカウントが追加されたほか、シングルではフェードアウトで終わるが、アルバムでは再度フェード・インし、エンディングまで収録されている。
「情景」「テーマ」は、いずれもアルバム未収録曲。そのうち「テーマ」は、ツムラ バスクリンソフレCMソングに使用された。両曲ともベスト・アルバム『Best Flower -B side collection-』に収録されたほか、後にミディ在籍時の楽曲を網羅した完全生産限定コンプリート・ボックス・セット『“MIDI” COMPLETE BOX』の『アルバム未収録曲集 II』にも収録された。
1999年10月1日には、12cmCDシングルと同内容のアナログ12インチも発売された。

## 収録曲
全作詞・作曲・編曲：曽我部恵一
1. 夢見るようなくちびるに  –  (3:50)
2. 情景  –  (3:04)
3. テーマ  –  (4:36)

## クレジット
| 曽我部恵一 : ボーカル、ギター、ピアニカ、パーカッション、マンドリン               |
| 田中貴 : ベース、コーラス、パーカッション                                         |
| 丸山晴茂 : ドラムス、パーカッション                                               |
| 高野勲 : ピアノ、オルガン、アコーディオン、ソリーナ・ストリングス、シンセサイザー |
| 三原重夫 : ループ・ドラム (TRACK-2)                                               |
| マック清水 : クウィーカ (TRACK-2)                                                 |
| 吉満宏之 : エンジニア（アライブ・レコーディングスタジオ）                         |
| 伊藤優子 : アシスタント・エンジニア（アライブ・レコーディングスタジオ）           |
| 和田尚 : アシスタント・エンジニア（アライブ・レコーディングスタジオ）             |
| 沖山俊 : エンジニア (BS&Tスタジオ)                                                |
| 北村秀治 : マスタリング・エンジニア（オーディオシティ）                           |
| 小田島等 & 松下佐紀子 : アート・ワーク（FDデザイン）                              |
| 折茂治彦 : A&R                                                                    |
| 高崎里美子 : ジャケット進行                                                       |
| 仲田裕美 : レコーディング・コントラクター                                         |
| 大蔵博 : エクゼクティブ・プロデューサー                                           |
| WRITTEN & PRODUCED by KEIICHI SOKABE                                              |

## 12inch EP:CXLP-1022

### side A
1. 夢見るようなくちびるに

### side B
1. 情景
2. テーマ

## リリース日一覧
| 地域 | リリース日    | レーベル | 規格      | カタログ番号 | 備考                   |
| ---- | ------------- | -------- | --------- | ------------ | ---------------------- |
| 日本 | 1999年9月22日 | MIDI     | CD        | MDCS-1029    | 初回限定デジパック仕様 |
| 日本 | 1999年10月1日 | MIDI     | 12inch EP | CXLP-1022    | 完全生産限定盤         |